# Шлюп (моторен боен кораб)
Вижте пояснителната страница за други значения на Шлюп.
Шлюпът (на английски: sloop) е клас бойни моторни кораби, появил се във Великобритания през Първата световна война.

## История
Към този клас се отнасят ескортните кораби, които не са предназначени за действие в състава на ескадра.
По-късно конвойните шлюпове (escort sloop) са прекласифицирани в корвети, а минно-тралните шлюпове (minesweeping sloop) – в тралчици. Шлюповете, строени за „демонстрация на флага“ отвъд пределите на метрополияята (patrol sloop), се вливат във флотите на Британското съдружество. За периода 1915 – 1938 г. са построени 112 конвойни и 198 минно-трални шлюпа.
В началото на Втората световна война се проявяват недостатъците на широко разпространените корвети: ограничена пригодност за океанска служба. В резултат на това от 1939 г. Великобритания започва строеж на нов клас кораби – шлюпове с увеличена мореходност и обитаемост.
Типичен негов представител са шлюповете от типа „Блек Суон“ (Black Swan – Черен лебед). Изходният проект има: водоизместимост 1250 t, дължина 91 m, 2 парни турбини с мощност 3600 к.с., максимална скорост 19 възела, далечина на плаване 7500 мили при 12 възела ход, въоръжение от 6 бр. 102 mm оръдия и 4 бр. 12,7 mm зенитни автомата, отделно бомбомет, дълбочинни бомби. Шлюповете разполагат и с усилена зенитна артилериея: зенитни 102 mm оръдия със система за управление на зенитния огън, включваща автоматическа настройка на дистанционните взриватели.
Шлюповете се строят във Великобритания до края на войната. Служат в британския, канадския (местна постройка), австралийския, южноафриканския, нидерландския и в индийския колониални флотове, а също в голистките сили (на английски: Free French Navy). Предадени са 4 шлюпа канадска постройка на американския флот. Всичко за 1939 – 1946 години са построени 188 шлюпа от тези 2 типа. Типът „Ривър“ (River) е прекласифициран във фрегата. Последния кораб от него е предаден за скрап през 1959 г.
Сходните по предназначение кораби в американския флот се класифицират като ескортни есминци (destroyer escorts), след това фрегати, а в съветския – като стражеви кораби. Във френските, италианските, испанските и португалските военноморски сили този тип кораби са означени като „авизо“, а в шведските и понякога в германските военноморски сили – като „ведета“.

## Шлюпове
1. „Старлинг“ (на английски: HMS Starling) – шлюп тип на английски: Modified Black Swan. Флагмански кораб на капитан „Джонни“ Уокер (F. J. Walker), командващ 2-ра противолодъчна група на Великобритания на Западните подходи (1942 – 1944), създател на успешна противолодъчна тактика. Под неговото командване 2-ра група потопява 26 (по други сведения – над 120) германски подводни лодки. На сметката на „Старлинг“ са 15 от тях (в т.ч. 12 съвместно с други кораби или авиация).
2. „Бенгал“ (на английски: HMIS Bengal) – минно-трален шлюп на индийския колониален флот, тип „Bathurst“. На 11 ноември 1942 г. под командването на лейтенант-командера Уилсън (W. J. Wilson), защитавайки конвоируемия от него танкер, приема бой, с 2 японски рейдери, превъзхождащи го както по въоръжение (сумарно 16 бр. 140 mm оръдия, 8 бр. 25 mm оръдия, 8 бр. 12,7 mm картечници и 4 бр. 533 mm торпедни апарата, срещу 1 бр. 76 mm, 1 бр. 40 mm, 2 бр. 20 mm оръдия на „Бенгал“ и 1 бр. 102 mm на танкера), така и по защита. Отразява нападението и опазва, макар със забуби сред екипажа, поверения му конвой. От получените повреди рейдер по-късно потъва.